# Вазирпур
Вазирпур (бенг. উজিরপুর, англ. Wazirpur) — город на юге Бангладеш, административный центр одноимённого подокруга. Расположен на берегах реки Вазирпур. Площадь города равна 6,5 км². По данным переписи 2001 года, в городе проживало 9510 человек, из которых мужчины составляли 53,73 %, женщины — соответственно 46,27 %. Плотность населения равнялась 1463 чел. на 1 км². Уровень грамотности населения составлял 78,9 % (при среднем по Бангладеш показателе 43,1 %).